# Clever (Misuri)
Clever es una ciudad ubicada en el condado de Christian en el estado estadounidense de Misuri. En el Censo de 2010 tenía una población de 2139 habitantes y una densidad poblacional de 653,38 personas por km².

## Geografía
Clever se encuentra ubicada en las coordenadas 37°1′54″N 93°28′32″O / 37.03167, -93.47556. Según la Oficina del Censo de los Estados Unidos, Clever tiene una superficie total de 3.27 km², de la cual 3.27 km² corresponden a tierra firme y (0.08%) 0 km² es agua.

## Demografía
Según el censo de 2010, había 2139 personas residiendo en Clever. La densidad de población era de 653,38 hab./km². De los 2139 habitantes, Clever estaba compuesto por el 96.26% blancos, el 0.33% eran afroamericanos, el 1.08% eran amerindios, el 0.05% eran asiáticos, el 0% eran isleños del Pacífico, el 0.28% eran de otras razas y el 2.01% pertenecían a dos o más razas. Del total de la población el 2.48% eran hispanos o latinos de cualquier raza.